# Motu Waaunyi (Pléiades du Nord)
Motu Waaunyi est un îlot de Nouvelle-Calédonie dans les pléiades du Nord, une des Iles Loyauté.